# Новобахмутовка (Соловьёвский сельсовет)
Новобахмутовка (укр. Новобахмутівка) — село в Соловьёвском сельсовете Ясиноватского района Донецкой области Украины. Население по переписи 2001 года составляло 191 человек. В конце апреля 2024 ВС РФ установили контроль над селом.